# Мюнстерская республика
Мюнстерская республика или Республика Манстер (Munster Republic) — неформальный и разговорный термин, используемый ирландскими республиканцами для обозначения территории, которую они удерживали в провинции Манстер в начале Гражданской войны в Ирландии. «Республика» никогда не претендовала на статус государства как такового, но была базой большей части Ирландской республиканской армии во время гражданской войны, целью которой было создание всей Ирландии Ирландской Республики.
После первой недели боев в Гражданской войне (28 июня – 5 июля 1922 г.) Дублин удерживали те, кто поддерживал Англо-ирландский договор и Ирландское свободное государство. Главным оплотом сил противников договора (ирландских республиканцев) стала самопровозглашенная Манстерская республика, состоящая из графств к югу от линии между Лимериком и Уотерфордом. Лиам Линч, республиканский главнокомандующий, надеялся использовать «Республику» как средство для повторных переговоров по договору и, в идеале, воссоздания Ирландской республики 1919–1921 годов. За эту оборонительную позицию Линча резко критиковали некоторые другие республиканцы, которые считали, что ему следует действовать наступательно, чтобы быстро положить конец войне.
Однако у противников договора (которых поддерживала большая группа повстанцев из Ирландской республиканской армии) не было артиллерии и броневиков, и то и другое Свободному государству пришлось позаимствовать у британцев. Свободное государство начало наступление против Республики Манстер в июле 1922 года. Лимерик и Уотерфорд были легко взяты, и Корк стал последним графством, независимым от Свободного государства. Майкл Коллинз отправил Армию Свободного государства по морю в городок Юнионхолл в графстве Корк и в Фенит в графстве Керри. Корк был отбит 11 августа. Затем его противники переместились в сельскую местность и продолжали мелкомасштабную партизанскую войну до апреля 1923 года.